# Alexandru Spiridon
Alexandru Spiridon (Edineț, 20 de julho de 1960) é um ex-futebolista e treinador de futebol moldavo que atuava como meio-campista. Atualmente está sem clube.
Nos tempos de União Soviética, seu nome era russificado como Aleksandr Fyodorovich Spiridon (em russo, Алекса́ндр Фёдорович Спиридон).

## Carreira
Jogou a maior parte de sua carreira no Zimbru Chișinău, onde estreou aos 16 anos de idade e disputou 255 partidas (entre 1972 e 1990, a equipe chamou-se Nistru Chișinău), com 56 gols marcados. Teve ainda passagem destacada pelo Zaria Bălți entre 1987 e 1990 (133 jogos e 48 gols).
Fora de seu país, atuou por SKA Kiev (atual CSKA Kiev) e Zorya Voroshlovgrado (atual Zorya Luhansk), ambos da vizinha Ucrânia. Spiridon aposentou-se dos gramados em 1997, no Tiligul Tiraspol, onde iniciou a carreira de treinador - antes da aposentadoria como jogador, exerceu as 2 funções no Zimbru entre 1994 e 1996, regressando ao clube na temporada 2000–01. Também foi auxiliar-técnico da Seleção Moldávia até 1995.
Passou ainda pela seleção Sub-21 da Moldávia, Nistru Otaci, Shakhtar Donetsk e Zenit São Petersburgo - nestes últimos, foi auxiliar-técnico de Mircea Lucescu. Pela seleção principal (onde atuou em 16 jogos entre 1992 e 1995 e fez 2 gols), teve duas passagens, em 2001 e entre 2018 e 2019.

## Títulos

### Como jogador
Zimbru Chișinău
- Divizia Națională: 1992, 1992–93, 1993–94, 1994–95, 1995–96
- Copa da Moldávia: 1996–97

### Como auxiliar-técnico
Shakhtar Donetsk
- Copa da UEFA: 2008–09
- Campeonato Ucraniano: 2004–05, 2005–06, 2007–08, 2009–10, 2010–11, 2011–12, 2012–13, 2013–14
- Copa da Ucrânia: 2003–04, 2007–08, 2010–11, 2011–12, 2012–13, 2015–16
- Supercopa da Ucrânia: 2005, 2008, 2010, 2012, 2013, 2014, 2015

### Individuais
- Futebolista moldávio do ano: 1982